# Air Itam
Air Itam (cũng được viết là Ayer Itam) là một vùng ngoại ô của George Town ở Penang, Malaysia. Nằm trong các thung lũng trung tâm của đảo Penang, nó nằm cách trung tâm thành phố khoảng 6 km (3,7 mi) về phía tây nam. Air Itam là một trong những nơi nổi tiếng để nếm thử ẩm thực Penang và bao gồm một số điểm du lịch chính như Đồi Penang và Đền Kek Lok Si.
Khu vực bây giờ được gọi là Air Itam lần đầu tiên được phát hiện vào cuối thế kỷ XVIII, ngay sau khi thành lập đảo Penang bởi Thuyền trưởng Francis Light vào năm 1786. Các quan chức Anh dự định biến Air Itam, bao gồm đồi Penang, thành một khu vực nông nghiệp và thành lập các trang trại gia vị. Cho đến ngày nay, trái cây và rau vẫn được trồng ở những ngọn đồi của Air Itam; sản phẩm tươi sau đó được đưa xuống dốc hàng ngày đến các chợ trên khắp George Town.

## Tên gọi
Air Itam lấy tên từ vùng biển âm u của sông Air Itam (Mã Lai: Sungai Air Itam). Cụm từ 'Air Hitam' có nghĩa là nước đen trong tiếng Mã Lai.

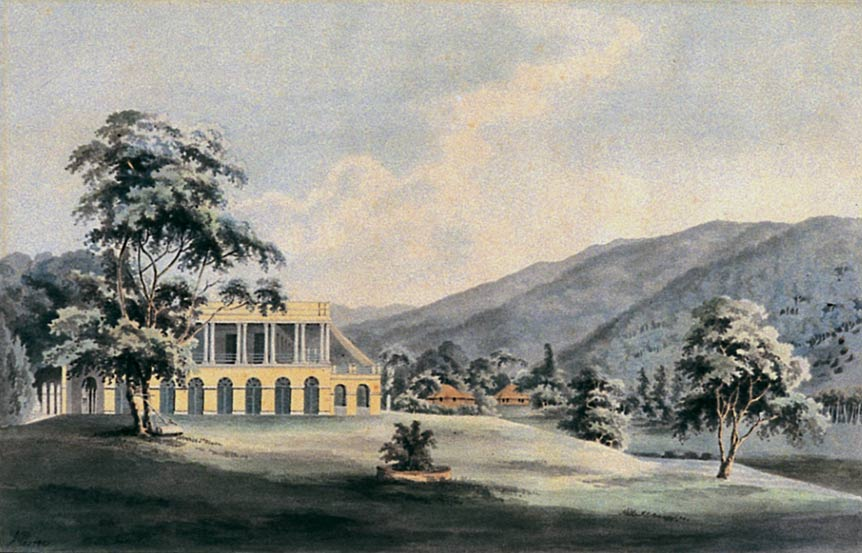
Ngôi nhà Suffolk vào năm 1811

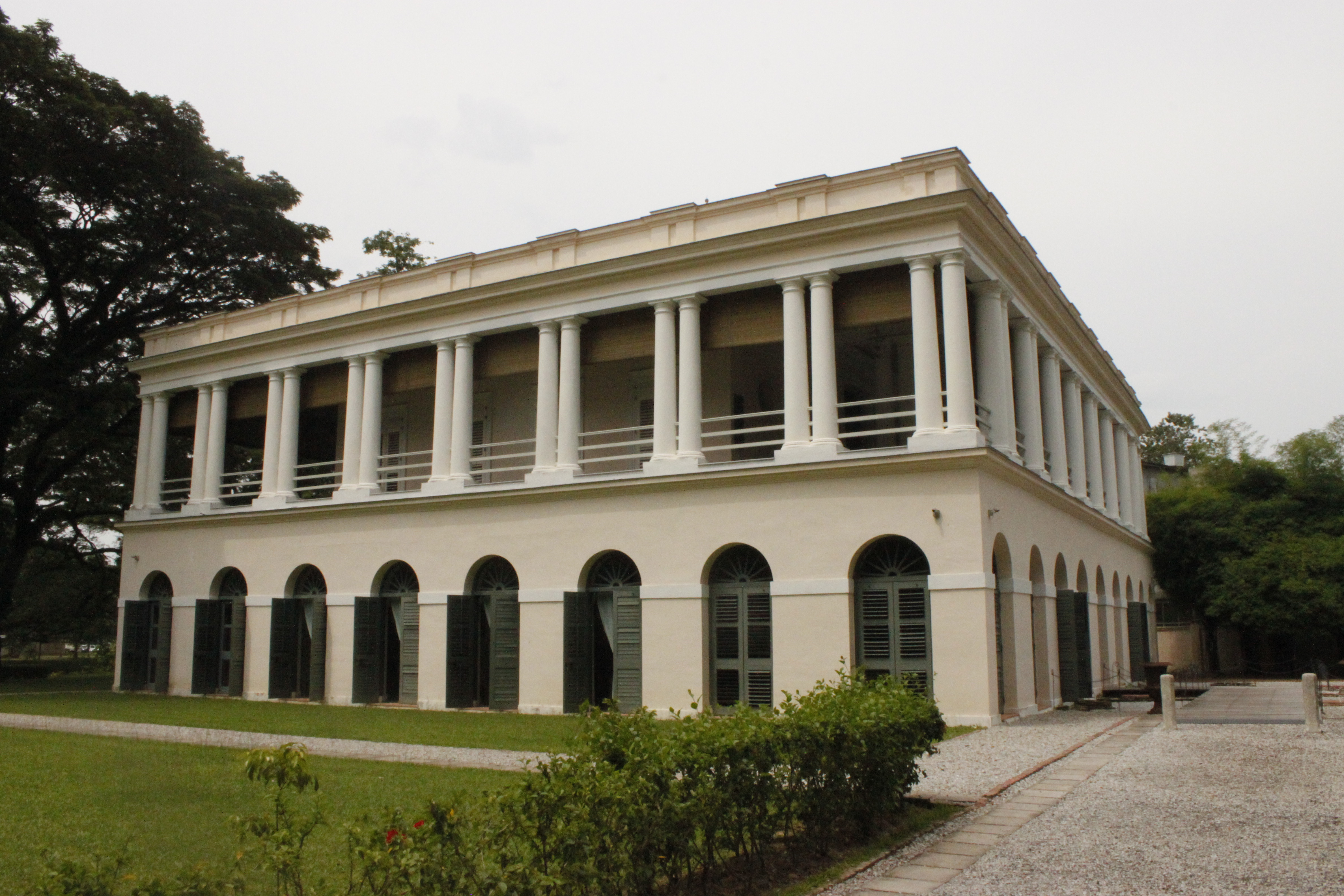
Ngôi nhà Suffolk

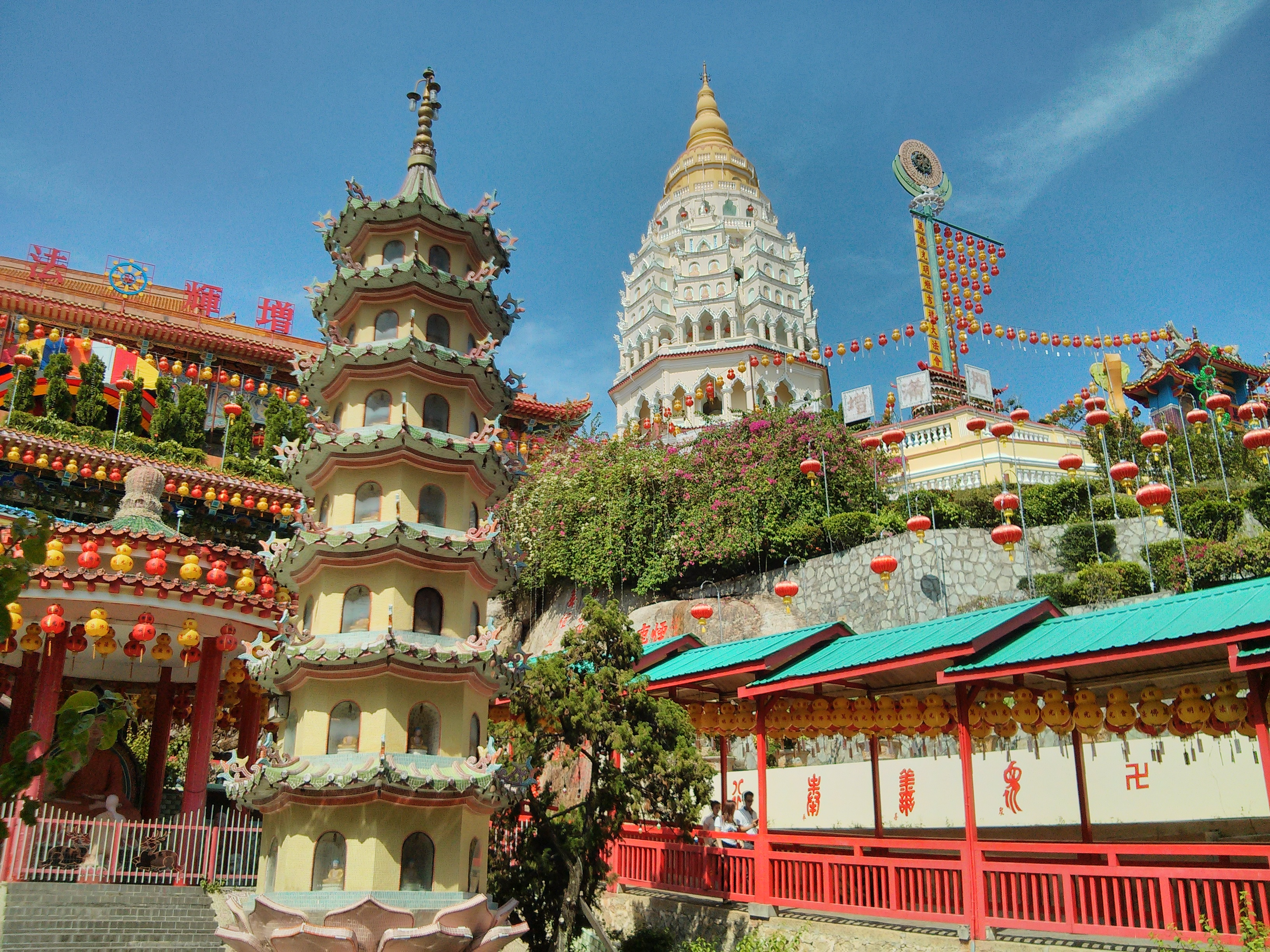
ĐềnKek Lok Si được cho là ngôi chùa Phật giáo lớn nhất ở Malaysia và là một trong những ngôi chùa nổi tiếng nhất trong cả nước.

Đài tưởng niệm chống chiến tranh Trung Quốc tại Air Itam là nơi mà khoảng 800 nạn nhân của vụ thảm sát Sook Ching trong Thế Chiến II đã được an nghỉ

## Lịch sử
Ngay sau khi thành lập đảo Penang vào năm 1786, các quan chức Công ty Đông Ấn Anh, do Đại úy Francis Light dẫn đầu, bắt đầu khám phá và dọn dẹp nội thất của hòn đảo này cho mục đích nông nghiệp. Các trang trại hạt tiêu và hạt nhục đậu khấu sau đó được thành lập tại các ngọn đồi của Air Itam, trong khi Light cũng ủy thác trồng dâu tây tại Penang Hill. Ngôi nhà Suffolk Anglo-Indian, một trong những căn nhà của Light, cũng được xây dựng trong một căn nhà tiêu của Air Itam River.
Ngôi làng nông nghiệp của Air Itam đã phát triển trong suốt thế kỷ XIX, do những nông dân sở hữu trang trại trồng rau và trái cây ở những ngọn đồi xung quanh. Cho đến ngày nay, trái cây và rau quả vẫn được sản xuất tại những ngọn đồi của Air Itam và sau đó phân phối hàng ngày đến các thị trường ẩm ướt trên khắp George Town.
Năm 1890, xây dựng Đền Kek Lok Si, nay là một trong những ngôi chùa Phật giáo lớn nhất Đông Nam Á, bắt đầu. Chùa chính của nó kết hợp phong cách Trung Quốc, Xiêm và Miến Điện. Ngôi đền cuối cùng đã được mở cửa cho công chúng vào năm 1905.
Air Itam từng là nơi sinh sống của Vườn thú Penang, vườn thú đầu tiên ở Malaysia. Được cho là mở cửa vào những năm 1920 bởi một nhà sư tên là Fa Kong, vườn thú đã bị đóng cửa trước khi chiến tranh thế giới thứ II diễn ra do chi phí bảo trì quá mức.
The Great Air Itam Fire năm 1935 đã phá hủy hơn 100 ngôi nhà trong khu vực. Vào thời điểm đó, nhà ở trong It Itam chủ yếu là bằng gỗ; sự kiện này đã dẫn đến việc xây dựng các tòa nhà gạch ở Air Itam.
Khu vực này cũng là một vùng nội địa ẩn nấp những người tị nạn chạy trốn khỏi các đợt bạo lực thỉnh thoảng đã nổ ra ở George Town. Ví dụ, các cuộc bạo loạn ở Penang năm 1867 đã buộc một số cư dân ở George Town phải sơ tán đến Air Itam. Thế Chiến II, tuy nhiên, mang lại số lượng lớn hơn của người tị nạn để Air Itam. Trong chiến tranh, khi quân đội Đế quốc Nhật Bản thực hiện thanh trừng Sook Ching, Air Itam trở thành một trong những địa điểm mà dân thường Trung Quốc bị tàn sát.
Sự đô thị hóa của Air Itam kể từ thập niên 1950 đã mang lại sự gia tăng đồng thời mức sống và chuyển đổi cảnh quan với mức tăng cao hơn, khiến Air Itam trở thành một trong những khu vực đông dân cư nhất trên đảo Penang. Một thị trấn mới tên là Farlim cũng được phát triển ở phía đông nam trong những năm 1980.

## Địa lý
Nằm trong thung lũng giữa Đồi Batu Lanchang, Bukit Penara và Đồi Penang, vùng ngoại ô George Town này được kết nối với thành phố bằng hai con đường chính là Đường Air Itam và Đường Batu Lanchang. Nó cũng được kết nối với Paya Terubong và phía nam của hòn đảo thông qua Paya Terubong Road.
Vùng ngoại ô bao gồm một khu vực rộng lớn kết hợp giữa Farlim, Thean Teik Estate, Rifle Range, Kampung Bahru, Kampung Melayu, Hill Railway Road và Hye Keat Estate, mở rộng về phía đông như ngã ba đường York.